# Eugene Kurtz
Eugene Kurtz (* 27. Dezember 1923 in Atlanta/Georgia; † 7. Juli 2006 in Paris) war ein US-amerikanischer Komponist und Musikpädagoge.

## Leben
Kurtz begann im Alter von zehn Jahren Klavier zu spielen und studierte ab 1941 Komposition an der Eastman School of Music. Ab 1942 war er als Mitglied der Schweren Waffenkompanie des 104. Infanterieregiments der US Army in der Normandie, Belgien, den Niederlanden und Deutschland eingesetzt. Von 1945 bis 1946 war er Dolmetscher der Armee in Deutschland. Danach setzte er bis 1949 sein Studium an der Eastman School bei Allen McHose, Elvera Wonderlich, Gustave Soderlund, Harry Watts und Bernard Rogers fort. 1948 besuchte er in Tanglewood einen Sommerkurs von Darius Milhaud.
Nach seinem Abschluss in Tanglewood kehrte Kurtz nach Paris zurück und studierte an der École normale de musique bei Arthur Honegger und am Pariser Konservatorium bei Olivier Messiaen. Er vervollkommnete seine Ausbildung 1953 bei Max Deutsch und 1957 an der Dartington School of Music bei Aaron Copland. Ab 1963 war er Mitglied im Vorstand der Société des Editions Jobert.
Als Gastdozent unterrichtete Kurtz u. a. an der University of Michigan, der Eastman School of Music, der University of Illinois und der University of Texas. Unter anderem studierte Roger Briggs bei ihm. Neben Orchester- und kammermusikalischen Werken komponierte Kurtz Musik für das Theater, Radio, Fernsehen und den Film. Kompositionsaufträge erhielt er u. a. von der Musical Arts Association of Cleveland, dem französischen Kulturministerium und von Radio France. Radio France ehrte ihn 1979 mit einem „Eugene-Kurtz-Tag“, bei dem es zwei Programme mit Werken des Komponisten sendete. 1983 ehrte ihn das National Endowment for the Arts mit einem Stipendium.